# Кейн, Адам
Адам Кейн (англ. Adam Kane; род. 23 января 1968, Бербанк, Калифорния) — американский режиссёр.

## Биография
Адам Кейн родился в Южной Калифорнии в музыкальной семье. Сын композитора Арти Кейна и студийной певицы Сары Кейн, Адам нашёл себя, рассказывая истории с картинками — создавая домашние фильмы.
Двадцать пять лет кинопроизводства сделали Адама одним из самых востребованных режиссеров, работающих в Голливуде. Он сделал эпизоды серии хитов «Сорвиголова», «24 часа: Проживи еще один день», «Ганнибал», «Сонная Лощина», «За пределами», «Особое мнение», «Рухнувшие небеса», «Герои», «Сверхъестественное», «Менталист» и многие другие.
Адам буквально влюбился в кинопроизводство в Тишской школе искусств Нью-Йоркского университета (New York University’s Tisch School of the Arts), где он заинтересовался кинематографом. Затем его приняли в престижный Американский институт кино, где он окончил два лучших класса. Получив степень магистра, Адам продолжал работать в независимых художественных фильмах, рекламных роликах и низкобюджетном телевидении. За это время он также работал в подразделении видео новостей Associated Press в Лос-Анджелесе, освещающем национальные новостные события.
Его многочисленные коммерческие клиенты включают MTV, Philips, Hoover, Skechers, DirecTV, Subaru, Infinity, Nissan, Honda и Calvin Klein. Адам является активным членом DGA, DGC и ASC.
Он был женат на актрисе Лесли Хоуп.

## Работы
Адам Кейн был режиссером фильмов: «Предательство Формозы» (2009), «Раскаленная Луна» (2014), The Fix (2005) и др., участвовал в создании сериалов: «Ганнибал» (2013—2015), «Мёртвые до востребования» (2007—2009), «Сорвиголова» (2015—2016) и др.
Как оператор руководил процессом съемок фильмов: «Тот самый человек» (2005), «Отряд спасения» (1998), «Святые из Бундока» (1999) и др., сериалов: «Анатомия страсти» (2005—2016), «Герои» (2006—2010), «Таксист» (2002—2004) и др., игры D.A. Pursuit of Justice (1997).
Выполнял функции продюсера фильмов: «Предательство Формозы» (2009), «Раскаленная Луна» (2014), The Fix (2005) и др., сериалов: «Мёртвые до востребования» (2007—2009), «Нереально» (2015—2016), «Милосердие» (2009—2010) и др.